# ادگار کران
ادگار کران (استونیایی: Edgar Krahn؛ ۱ اکتبر ۱۸۹۴ –  ۶ مارس ۱۹۶۱) ریاضی‌دان اهل استونی بود.
وی ابتدا تحصیلات دانشگاهی را در دانشگاه تارتو گذراند و دکترا را در دانشگاه گوتینگن به‌همراه ریچارد کورانت به‌عنوان مشاور کسب کرد.